# フィンランド大公

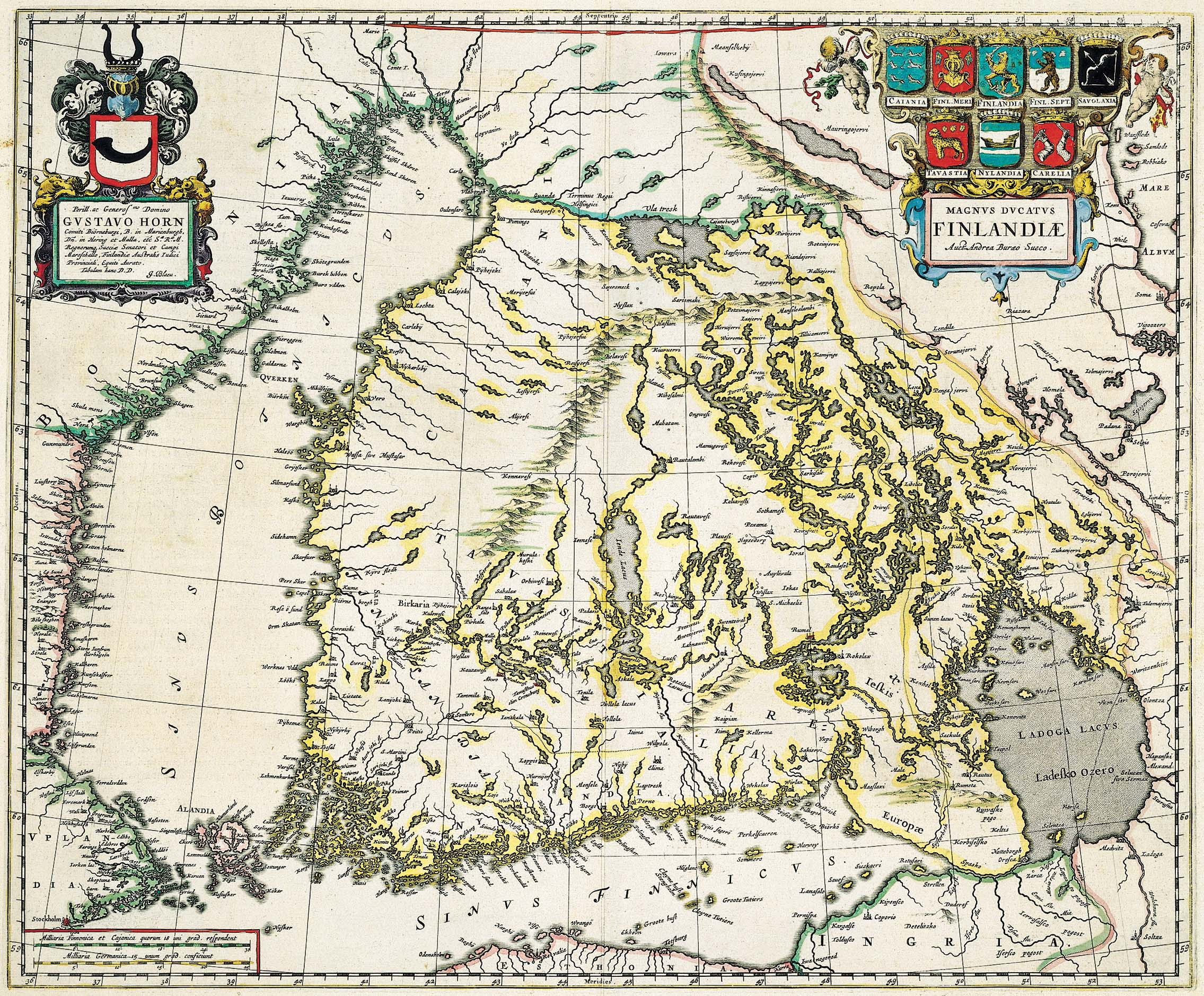
1662年のフィンランド大公国

フィンランド大公（フィンランド語: Suomen suurruhtinas、スウェーデン語: Storfurste av Finland、ロシア語: Великий князь（ヴェリーキー・クニャージ））は、近世から近代におけるスウェーデン＝フィンランド（スウェーデン王国）及び帝政ロシアのフィンランドにおける君主号。フィンランド大公国は、帝政ロシアにおいてロシア皇帝がフィンランド大公を兼任した同君連合下の立憲君主制国家にちなむ国名だが、それ以前のフィンランドは、スウェーデン王国の直接統治下に置かれていた。帝政ロシア時代のフィンランド大公については、「歴代フィンランド大公」を参照のこと。
スウェーデンでは、1581年から1809年のフィンランド分離までスウェーデンの王族によって使用され、帝政ロシア時代は、ロシア皇帝（インペラトル）の称号の一部となった。フィンランド大公は、帝政ロシア時代を通じて1917年まで使用された。なお、1606年以前は、スウェーデンの王族及び貴族によって「フィンランド公」の称号も使用されていた。

## スウェーデン時代のフィンランド大公
- ヴァーサ王朝
  - ヨハン3世（1581年 - 1592年）
  - ジグムント3世（1592年 - 1599年）
  - カール9世（1604年 - 1611年）
  - グスタフ2世アドルフ（1611年 - 1632年）
  - クリスティーナ（1632年 - 1654年）
- プファルツ王朝
  - カール12世（1697年 - 1718年）
- ホルシュタイン＝ゴットルプ王朝
  - アドルフ・フレドリク（1751年 - 1771年）
  - グスタフ3世（1771年 - 1792年）
  - カール・グスタフ（1802年 - 1805年）